# ショウ・ザマ
ショウ・ザマは、アニメ『聖戦士ダンバイン』に登場する架空の人物。およびその主人公（声：中原茂）。
なお、本項ではOVA『New Story of Aura Battler DUNBINE』の主人公で、関連人物であるシオン・ザバについても併せて記述する。

## 概要
オーラバトラー・ダンバインの日本人パイロット。ミ・フェラリオのチャム・ファウと行動を共にしている。ギブン家では同僚であり、アメリカ人パイロットであるマーベル・フローズンとは両想いであるが、お互いに自分の思いをなかなか言い出せない間柄として物語の中で描かれている。

## 人物
東京都武蔵野市東吉祥寺在住の日本人で年齢は18歳。1965年生まれ。
漢字での表記は座間祥（#名前の漢字表記を参照）。空手の心得がある。
父親はシュンカ・ザマ。経済関連の仕事に執心し、妻子を顧みず若い秘書と愛人関係を結んでいる。母親はチヨ・ザマ。各界で名の知れた教育評論家でありながら、自身の息子は放任し理解を示さず、自らの地位と名誉の為だけに生きている。ショウは幼少期から親の愛情を十分に受けておらず、その代償として欲しいものは何でも買い与えられる家庭環境で育った。親から買ってもらった大型高級ツアラーHONDA・ゴールドウイング・アスペンケード（第1話では車体に「HONDA」と書かれているが、第8話では「HENDA」となっていた）を日常の愛用バイクとしている。
両親に対する反動も手伝い、趣味のモトクロスに没頭、将来の夢もモトクロスレーサーとしていた。しかし、モトクロス仲間との交流は少なく、逆に金銭的充足を妬まれ嫌がらせを受けることも多かった。嫌いな食べ物はニンジン。
モトクロスサーキットからの帰路、高速道路のトンネルを走行中、仲間からの嫌がらせ行為（車の幅寄せ）を避けるためアスペンケードで前方の車を飛び越そうとしたところ、突然「オーラ・ロード」が目の前に開き、海と陸の間にある異世界「バイストン・ウェル」へと召喚されてしまう。
杉山たかゆきによるTVアニメマガジン版ダンバインでは、高速道路での幅寄せを受けて高架から墜落中に召喚され、主人公らしい熱血漢タイプのキャラクターとなっている。味方を全て失った怒りのあまりにハイパー化し、スプリガンに特攻するという原作とは大幅に異なる最期を迎えた。

## 劇中での活躍
バイストン・ウェルへ召喚されたショウは、「アの国」の地方領主ドレイク・ルフトの館「ラース・ワウ」に、同じく召喚されたアメリカ人のトッド・ギネスやソビエト人のトカマク・ロブスキーらと共に「聖戦士」として迎えられる。そして、騎士バーン・バニングス指導の下、ショットウェポンの開発した新型オーラバトラー「ダンバイン」のテスト・パイロットとなった。
そこで、ドレイクの宿敵であるギブン家打倒に手を貸すことになるが、その飛行訓練中、ギブン家のオーラバトラー隊に襲撃され交戦状態となる。その時、ミ・フェラリオのチャムやギブン家の聖戦士であるマーベル・フローズンは「お前を召喚したドレイクこそ、バイストン・ウェル制覇を目論む悪なのだ！」とショウを説得するが、その時点のショウには彼女の言葉が理解できず拒絶する。その後、ショウはドレイクの娘、リムル・ルフトと出会い、徐々に自らの置かれた状況を把握しはじめた。そして、ドレイク・ルフトの思惑が悪であると確信し、ショウはリムルを連れダンバインを駆りラース・ワウを脱出、ギブン家の長男ニー・ギブンが指揮するオーラ・シップ 「ゼラーナ」に寝返る。
当初はそれでも地上界に戻る事に固執していたが、フェラリオの住む水の国での体験から、将来オーラマシンが地上界にまで侵攻する可能性を悟り、ドレイクの野望と対峙することとなる。一方、依然としてドレイク・ルフトに従うトッド・ギネス、ルフト家の騎士バーン・バニングスらは、ギブン家に寝返ったショウをこの時から敵・ライバルとみなし、戦場で幾度と無く剣を交えることになる。
その後、ショウは「アの国」兵士のガラリア・ニャムヒーと戦う最中、オーラ力の高まりから「オーラロード」を開いてしまい、ショウとガラリアの2人は地上界へ飛ばされてしまう。地上界に戻ったショウは両親と久方振りに再会。父シュンカは当初こそオーラバトラーで現れたショウを偽物と断じるも、次第に本物だと確信してショウを擁護する態度をとったが、母チヨは終始冷淡で、終いには「あれは自分の息子ではない。きっと宇宙人が息子の姿をコピーして現れているのだ」と吹聴した。既にショウは地上で（厳密にはガラリアの行動のため）数十万人もの犠牲を生んでしまっており、ショウを本人と認めれば必然的に自分は大犯罪者の親となり、自らの築き上げた地位も台無しになってしまう。その結果、チヨは自衛隊から借りた拳銃を用い、息子に銃口を向け引き金まで引く。母親の予期せぬ行動に、ショウは強いショックを受ける。そのうえ、自衛隊が両親を繰り返し人質として使おうとしたのもあり、あえて彼らや母親の言うデタラメに乗っかって「自分はショウの体を借りた宇宙人だ」と宣言し、両親と決別することを選んだ。
一方、ガラリアは敵であり地上人であるショウの説得を聞き入れず、異邦に溶け込むことも嫌い、追い回してくる自衛隊を撃破しながら逃亡生活を送る。その様子は日本のテレビでも報じられ、ガラリアのオーラバトラーは日本各地で話題に上るほど興味深いニュースとなる。ショウは暴れ回るガラリアに接近し、一時でも協力してバイストン・ウェルへの帰還を共に目指すことを繰り返し説得し、なんとか聞き入れさせる。ショウの駆るダンバインとガラリアの駆るバストールは連携しオーラロードを再び開こうとするも、地上で暴れ回ったのも災いしてかバストールがオーラロードの要求するパワーに耐えきれず、ガラリアは機体とともに朽ち果てて消滅してしまう。
この時はショウも帰還に失敗したものの、直後にエレの能力でバイストン・ウェルへの帰還に成功、マーベルたちと再会を喜び、ギブン家の戦列に復帰する。高いオーラ力を持つショウは、初期型オーラバトラーであるダンバインを駆使し多くの敵を打ち破るが、性能の限界（オーラ力増大に伴う適性のずれが生じ、ダンバインのポテンシャルを最大限発揮できない状態）により苦闘していた。
ショウはトッドとの戦いの最中、遠く離れた嵐の国に飛ばされてしまい、そこで「ナの国」の女王シーラ・ラパーナと出会う。ショウはシーラを連れ巨大怪獣の徘徊する嵐の国から脱出を果たす。シーラから高いオーラ力を認められたショウは、新型可変オーラバトラー「ビルバイン」を与えられ、これ以降、自身の専用機として戦っていく。それまでの愛機ダンバインはマーベルに譲ることになった。
その後、フェラリオの女王ジャコバ・アオンは持てる全ての力を使い、バイストン・ウェルに存在する全オーラマシンを地上界に追放した。その結果、戦いの舞台は地上界に移り、ショウは「ナの国」「ラウの国」連合軍の聖戦士として、バイストン・ウェルと地上界の平和のため獅子奮迅の活躍をする。
第43話ではマーベルを守りたいという強い想いによって2人目の「ハイパー化」（他のハイパー化と異なり、オーラ力だけが光輝く巨大ビルバインへと分離形成）を果たす。マーベルとは相思相愛でありながら、恋愛関係にあるという明確な意志を互いに示さず行動をもって愛情を示す。「ナの国」のシーラ・ラパーナからはビルバインを託すに足る真の聖戦士だと認められ、「ラウの国」のエレからは過去の経緯（放逐中のエレへの誠実な対応）もあり深い信頼を寄せられる。戦いの舞台を地上へと移した後も、因縁のあるトッド・ギネスや後に召喚されたジェリル・クチビとの対決で勝利を制する。
物語終盤には、ビルバインの機体色が基本色である赤から夜間迷彩色に塗り替えられた。そして、ショウに対する憎しみが増大し、怨念の化身へと成り果てた黒騎士（バーン・バニングス）の駆る「ガラバ」と最後の対決をする。この戦いの直前、これまで共に戦い続けた相棒のチャム・ファウはビルバインから脱出。ショウは「シーラ・ラパーナ、浄化を！」という最期の言葉を残し、黒騎士と刺し違え消滅した。残存していたすべてのオーラマシンはシーラのオーラ力でバイストンウェルへの帰還を果たす。一方、チャム・ファウは地上界に取り残された。彼女を海上で救助した原子力空母にて知りうる限りの経緯を語り、その後は何処かへ姿を消してしまった。
その後、700年の時を経てシオン・ザバとして転生する。ゆえにシオンが駆るサーバインは、実質的にショウが駆る3機目の主人公機であるともいえる（詳細はOVA『New Story of Aura Battler DUNBINE』を参照）。
なお、ゲーム『聖戦士ダンバイン 聖戦士伝説』では、ギブン家に寝返る機会を逸しドレイク側に協力し続けるルートや、主人公に憎悪を懐き仮面を被り「修羅」と名乗るルートもある。その場合は、ストーリー上で黒騎士の役割を果たす。

## 名前の漢字表記
放映当時のムック本である「聖戦士ダンバイン大事典 ラポートデラックス10」「ロマンアルバムエクストラ62 聖戦士ダンバイン 徳間書店」にはショウの漢字名の記述がなく不明瞭であったが、「祥」もしくは「翔」であるとされていた。
当時のアニメ雑誌でも情報の錯綜が見られ、『アニメック』vol29では「座間翔は新座市出身(？)」とあり、『月刊OUT』83年2月号では「本名 座間 祥」とあるが、実際の劇中に登場する実家の所在地は新座市でも神奈川県座間市でもなく、東京の吉祥寺である。
後年に発売された「聖戦士ダンバインノスタルジア」「聖戦士ダンバイン大全」でも「座間祥」とある。

## シオン・ザバ
OVA『New Story of Aura Battler DUNBINE』に登場する架空の人物。同作の主人公で、ショウ・ザマが転生した姿。
ショウ・ザマは、黒騎士との戦いから700年後、コモン人のシオン・ザバとして転生。狩人として生計を立てていた折、ミ・フェラリオのシルキー・マウと偶然出逢った。あることが契機となり、ショット・ウェポンの開発したオーラバトラー「サーバイン」を手に入れ、黒騎士ラバーン・ザラマンドの駆る「ズワウス」と戦うことになる。実質的に、ショウは再びバーン・バニングスと剣を交えることとなった。
ショット・ウェポンが700年に渡り保管していた核ミサイルが、地上を狙っていると知ったシオンはサーバインを駆り発射を止めるため奮戦する。そして、自らの身体が朽ち果ててもなお死ぬことを許されないショット・ウェポンの魂も解放し、同時に黒騎士ラバーンとも決着をつけた。
レムル・ジルフィードと共に生き残り、その後の詳細は不明。